# WAC Corporal

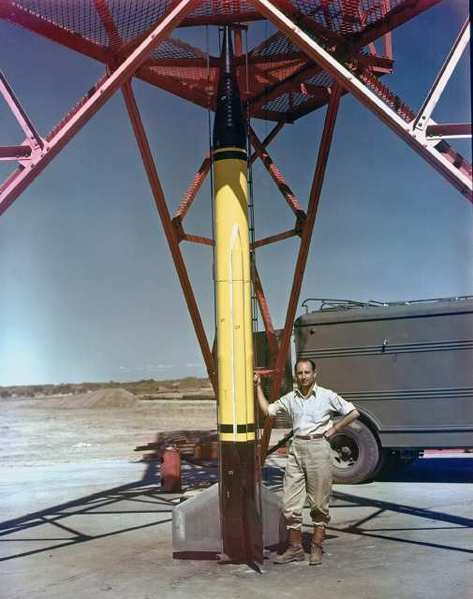
O WAC Corporal - 1945

O WAC Corporal ou simplesmente WAC, foi o primeiro foguete de sondagem projetado e desenvolvido nos Estados Unidos.

## Origem
Os estudos sobre o WAC Corporal, tiveram início em dezembro de 1944. Ele começou como uma derivação do projeto Corporal, o WAC, seria uma espécie
de "irmão menor" daquele. Ele foi projetado e desenvolvido em conjunto pela Douglas Aircraft Company e pelo Guggenheim Aeronautical Laboratory.
O WAC Corporal era um foguete movido a combustível líquido hipergólico (Ácido nítrico, como Comburente e uma mistura de
Anilina e Álcool furfurílico como Combustível). Ele era impulsionado no lançamento por um foguete auxiliar, chamado
Tiny Tim.

## Desenvolvimento
O primeiro teste do WAC Corporal sem carga útil, ocorreu em 16 de setembro de 1945 no White Sands Missile Range, em Las Cruces
no Novo México. Em 1946, depois que um foguete V-2 lançado de White Sands alcançou 111 km de altitude em 10 de maio, no dia 22 daquele mesmo mês um WAC
alcançou 80 km, tornando-se o primeiro foguete de projeto totalmente americano a atingir o limite do espaço (80 km na época).
Em 24 de fevereiro de 1949, um foguete Bumper (um V-2 como 1º estágio e um WAC Corporal como 2º), acelerou até 8.288 km/h tornando-se o
primeiro voo a mais de 5 vezes a velocidade do som e também o primeiro foguete de dois estágios do mundo.
Ainda sobre este voo, que atingiu mais de 400 km de altitude e ultrapassou 5 vezes a velocidade do som, os cientistas ficaram surpresos, quando mais tarde foram
encontrados fragmentos do WAC Corporal (2º estágio), no deserto do Novo México, próximo ao local do lançamento.

## Nome
Sobre o nome WAC, existem duas versões: uma afirma que WAC vem de "Without Attitude Control", outra afirma que vem de "Women's Army Corps".

## Especificações

### Dimensões gerais
- Altura: 7,34 m
- Diâmetro: 30 cm

### Tiny Tim booster (impulsão)
- Massa total: 344,3 kg
- Massa do combustível: 67,4 kg
- Empuxo: 220 kN
- Duração: 0.6 s

### WAC Corporal (sustentação)
- Massa vazio: 134,6 kg
- Massa abastecido: 313,3 kg
- Empuxo: (6,7 kN
- Duração: 47 s